# Ауд Багата
Ауд Багата (давньосканд. Auðr in djúpúðga) — легендарна норвезька принцеса, донька Івар Широкі Обійми й мати Гаральда Боєзуба, яка фігурує в тексті «Історії про деяких стародавніх королів», а також у літературному творі «Як заселялась Норвегія» й «Пісня про Гюндлю». Проміжок життєвого часу — VII або VIII століття.

## Біографія
Уперше Ауд вийшла заміж за Грьоріка Сіяча Перснів, короля Зеландії, але вона виявила зацікавленість його братом Гельґі. Скориставшись ситуацією, батько Ауди розповів Грьоріку про її зраду з Гельгі. У результаті Грьорік вбив свого молодшого брата, згодом Івар сам здійснив напад на Грьоріка, вбивши його. Наслідком цього, стала втеча Ауди в Гардарикі зі своїм сином Гаральдом Боєзубим і вдруге вийшла заміж за короля Радбарта, від якого пізніше народився син Рандвер, конунг Гардарикі. Її батько, король Івар, був засмучений тим, що його дочка вийшла заміж без його згоди. Бажаючи покарати дочку, вирушив у Гардарікі з великим лейданґом, але загинув у дорозі біля Карельського перешийка.
Коли трон Швеції та Данії став вакантним, син Ауди, Гаральд, за допомогою свого вітчима Радбарта, вирушив до Сканії, щоб отримати спадщину.